# Vougeot
Pour l’article homonyme, voir Vougeot (AOC).
Vougeot est une commune française située à 19 km au sud de Dijon et 5 km au nord de Nuits-Saint-Georges dans le département de la Côte-d'Or en région Bourgogne-Franche-Comté.
Ce village touristique et viticole, situé sur la route des Grands Crus entre Chambolle-Musigny et Flagey-Echézeaux le long de la côte de Nuits, jouit d'une réputation mondiale de prestige grâce à ses vins de Bourgogne avec une appellation grand cru Clos de Vougeot et quatre appellations premiers crus : Clos de la Perrière, Le Clos Blanc, Les Crâs, Les Petits Vougeots.
Vougeot assure également le folklore gastronomique de toute la Bourgogne-Franche-Comté avec son Château du Clos de Vougeot et sa Confrérie des Chevaliers du Tastevin.

## Géographie

### Climat
Pour des articles plus généraux, voir Climat de la Bourgogne-Franche-Comté et Climat de la Côte-d'Or.
En 2010, le climat de la commune est de type climat océanique dégradé des plaines du Centre et du Nord, selon une étude du Centre national de la recherche scientifique s'appuyant sur une série de données couvrant la période 1971-2000. En 2020, Météo-France publie une typologie des climats de la France métropolitaine dans laquelle la commune est exposée à un climat océanique altéré et est dans la région climatique  Bourgogne, vallée de la Saône, caractérisée par un bon ensoleillement (1 900 h/an), un été chaud (18,5 °C), un air sec au printemps et en été et des vents faibles. 
Pour la période 1971-2000, la température annuelle moyenne est de 11 °C, avec une amplitude thermique annuelle de 17,7 °C. Le cumul annuel moyen de précipitations est de 756 mm, avec 11,1 jours de précipitations en janvier et 7,2 jours en juillet. Pour la période 1991-2020, la température moyenne annuelle observée sur la station météorologique de Météo-France la plus proche, « Saint-Nic. Citeaux », sur la commune de Saint-Nicolas-lès-Cîteaux à 10 km à vol d'oiseau, est de 11,2 °C et le cumul annuel moyen de précipitations est de 813,8 mm,. Pour l'avenir, les paramètres climatiques de la commune estimés pour 2050 selon différents scénarios d'émission de gaz à effet de serre sont consultables sur un site dédié publié par Météo-France en novembre 2022.

## Urbanisme

### Typologie
Au 1er janvier 2024, Vougeot est catégorisée bourg rural, selon la nouvelle grille communale de densité à 7 niveaux définie par l'Insee en 2022.
Elle est située hors unité urbaine. Par ailleurs la commune fait partie de l'aire d'attraction de Dijon, dont elle est une commune de la couronne,. Cette aire, qui regroupe 333 communes, est catégorisée dans les aires de 200 000 à moins de 700 000 habitants,.

### Occupation des sols
L'occupation des sols de la commune, telle qu'elle ressort de la base de données européenne d’occupation biophysique des sols Corine Land Cover (CLC), est marquée par l'importance des territoires agricoles (82,9 % en 2018), une proportion identique à celle de 1990 (82,9 %). La répartition détaillée en 2018 est la suivante : 
cultures permanentes (81,9 %), zones urbanisées (17,1 %), terres arables (1 %). L'évolution de l’occupation des sols de la commune et de ses infrastructures peut être observée sur les différentes représentations cartographiques du territoire : la carte de Cassini (XVIIIe siècle), la carte d'état-major (1820-1866) et les cartes ou photos aériennes de l'IGN pour la période actuelle (1950 à aujourd'hui).

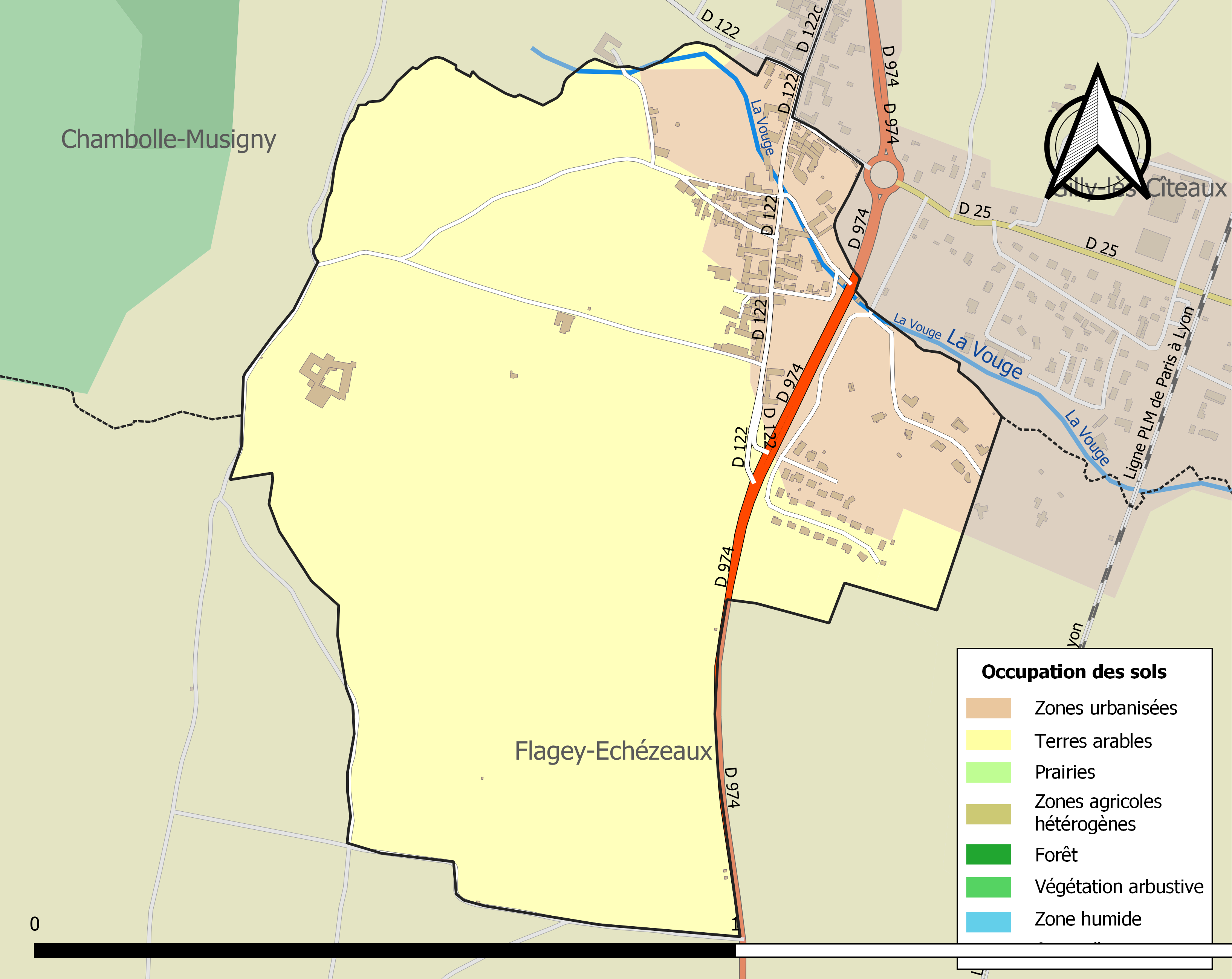
Carte des infrastructures et de l'occupation des sols de la commune en 2018 (CLC).

## Toponymie
Attesté sous la forme « Voget », du gaulois « *uo-ceton » (« sous-bois »).
Le nom de la commune de Vougeot (et donc de son vignoble) vient de la Vouge, la rivière qui la traverse

## Politique et administration
| Période                                  | Période  | Identité       | Étiquette | Qualité |
| ---------------------------------------- | -------- | -------------- | --------- | ------- |
| mars 2001                                | En cours | Claude Charles |           |         |
| Les données manquantes sont à compléter. |          |                |           |         |

## Démographie
L'évolution du nombre d'habitants est connue à travers les recensements de la population effectués dans la commune depuis 1793. Pour les communes de moins de 10 000 habitants, une enquête de recensement portant sur toute la population est réalisée tous les cinq ans, les populations de référence des années intermédiaires étant quant à elles estimées par interpolation ou extrapolation. Pour la commune, le premier recensement exhaustif entrant dans le cadre du nouveau dispositif a été réalisé en 2004.

En 2022, la commune comptait 153 habitants, en évolution de −15 % par rapport à 2016 (Côte-d'Or : +0,82 %, France hors Mayotte : +2,11 %).
| 1793 | 1800 | 1806 | 1821 | 1836 | 1841 | 1846 | 1851 | 1856 |
| ---- | ---- | ---- | ---- | ---- | ---- | ---- | ---- | ---- |
| 130  | 197  | 286  | 261  | 247  | 229  | 247  | 245  | 230  |

| 1861 | 1866 | 1872 | 1876 | 1881 | 1886 | 1891 | 1896 | 1901 |
| ---- | ---- | ---- | ---- | ---- | ---- | ---- | ---- | ---- |
| 225  | 220  | 214  | 208  | 235  | 211  | 230  | 246  | 230  |

| 1906 | 1911 | 1921 | 1926 | 1931 | 1936 | 1946 | 1954 | 1962 |
| ---- | ---- | ---- | ---- | ---- | ---- | ---- | ---- | ---- |
| 206  | 202  | 185  | 199  | 221  | 234  | 205  | 194  | 170  |

| 1968 | 1975 | 1982 | 1990 | 1999 | 2004 | 2006 | 2009 | 2014 |
| ---- | ---- | ---- | ---- | ---- | ---- | ---- | ---- | ---- |
| 164  | 178  | 197  | 176  | 187  | 215  | 216  | 193  | 178  |

| 2019 | 2022 | - | - | - | - | - | - | - |
| ---- | ---- | - | - | - | - | - | - | - |
| 171  | 153  | - | - | - | - | - | - | - |

## Lieux, monuments et folklore
- Château du Clos de Vougeot.
- Confrérie des Chevaliers du Tastevin.
- Gare de Vougeot - Gilly-lès-Cîteaux. Malgré l'emprunt du nom de Vougeot, la scène de l'arrestation de Peter dans le film La Grande Vadrouille en 1964 n'a jamais été tournée dans cette gare. C'est en fait la gare désaffectée de Santeny - Servon (Seine-et-Marne) située sur la ligne de Paris-Bastille à Marles-en-Brie qui a servi de décor au film. En effet, la gare de Vougeot, située sur l'axe Paris-Lyon-Marseille, ne pouvait faire l'objet d'un tournage qui nécessitait la fermeture de la ligne pendant une journée entière. D'où le choix d'une gare située sur une ligne secondaire désaffectée.

Monuments de Vougeot.
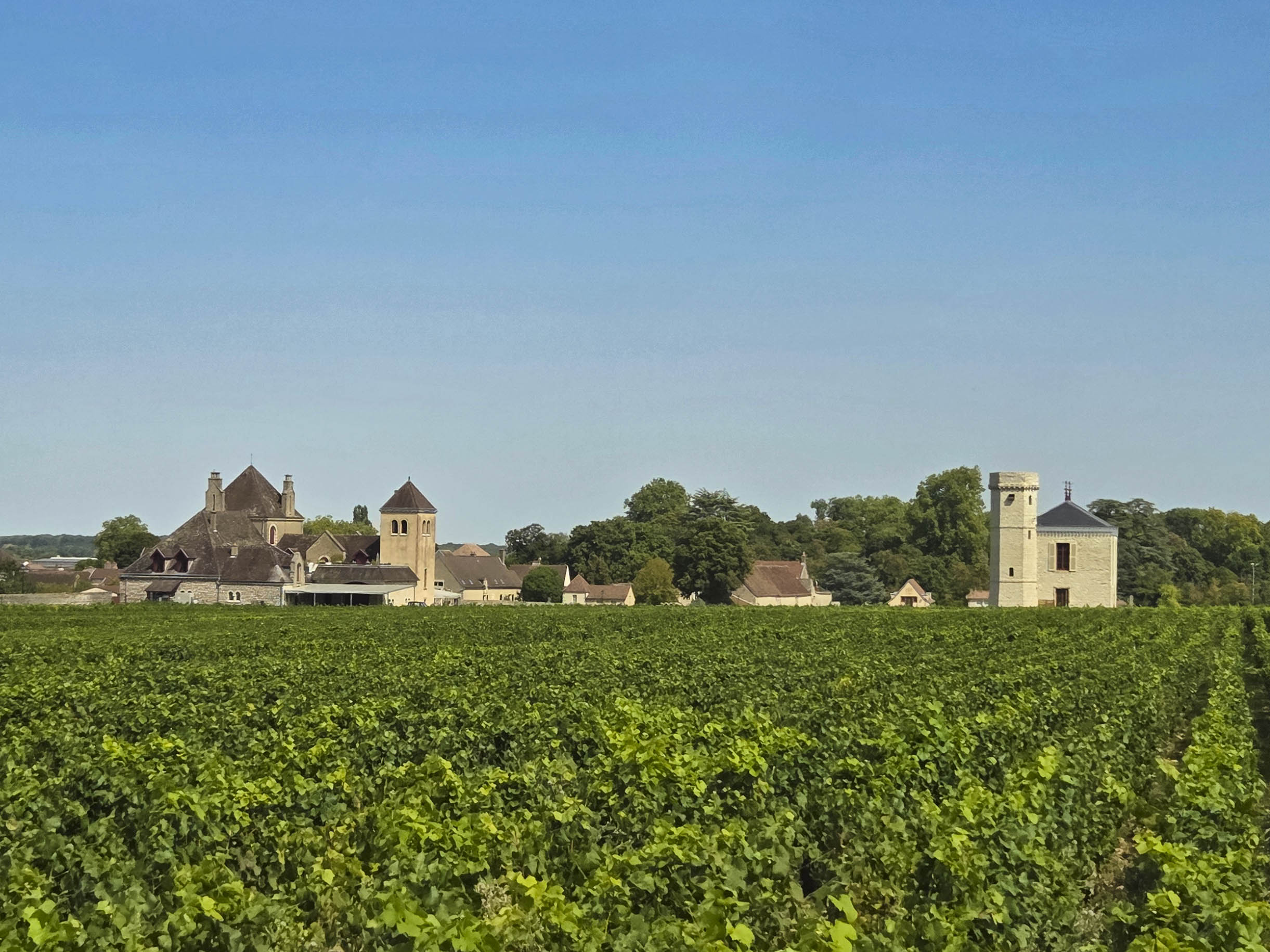
Le Château de la Tour.
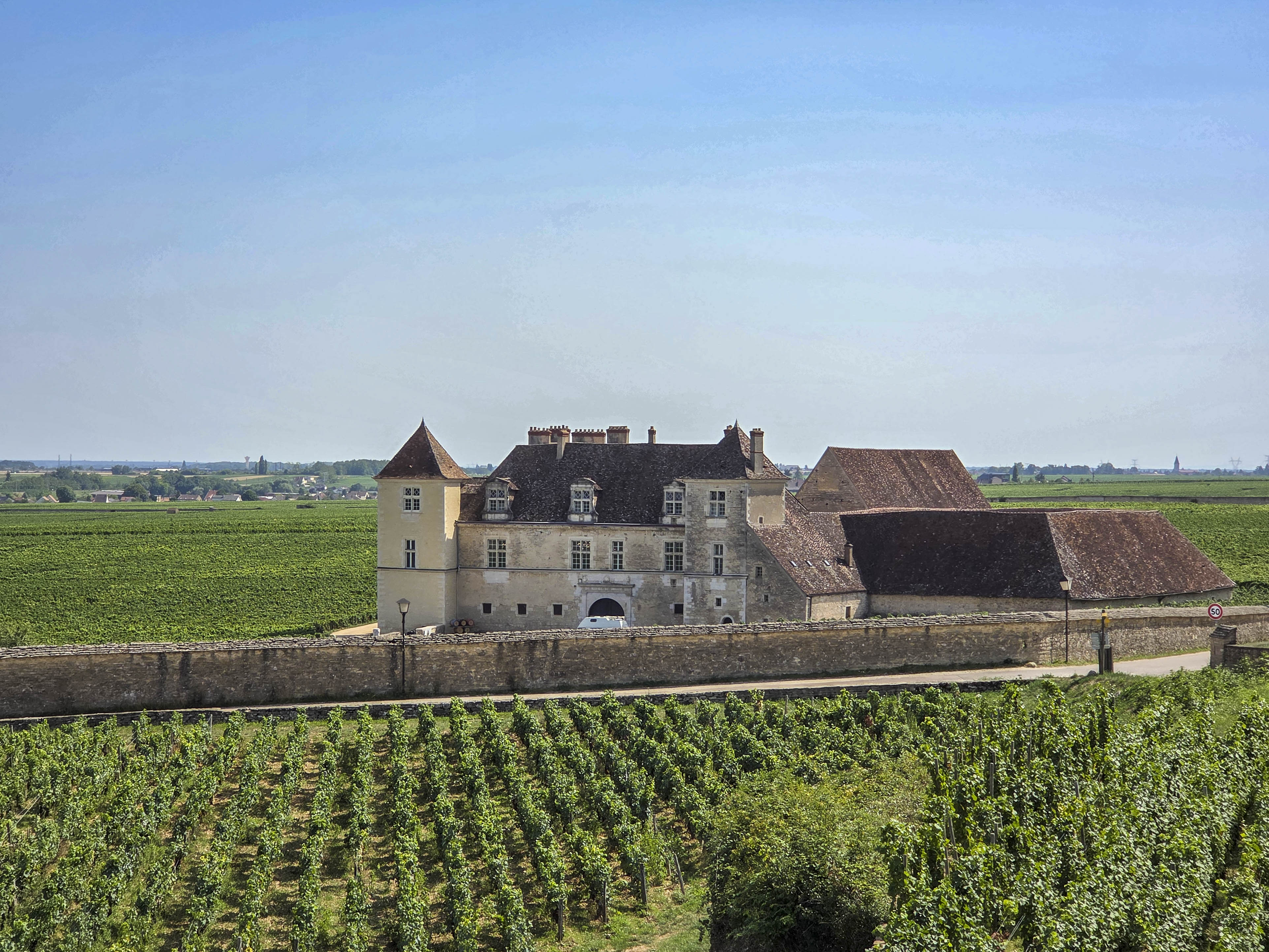
Le château du Clos de Vougeot.

## Héraldique
| Blason de Vougeot | Blason  | D'azur semé de fleurs de lis d'or, à l'écusson d'azur à trois bandes d'or et à la bordure de gueules, le tout enfermé dans une bordure crénelée d'or. |
| Blason de Vougeot | Détails | Le statut officiel du blason reste à déterminer. |